# Bernhard von Schwerin
Graf Bernhard Wilhelm Helmut Karl von Schwerin (* 21. Juli 1831 in Busow; † 18. Februar 1906 in Ducherow) war ein preußischer Großgrundbesitzer und Mitglied des Preußischen Herrenhauses.

## Herkunft
Bernhard von Schwerin entstammte dem Hause Busow der Linie Spantekow (seit 1250 im Besitz der Familie) dieses – ursprünglich aus Mecklenburg kommenden – nun vor allem in Vorpommern ansässigen uradeligen Geschlechts. Sein Vater war der Generallandschaftsrat und Herr auf Ducherow, Mollwitz und Busow, Kreis Anklam, Karl Christoph Adolf Georg von Schwerin (1780–1853); seine Mutter war die zweite Ehefrau seines Vaters, Elisabeth von Maltzahn (1797–1874).

## Leben
Bernhard von Schwerin war der vierte Sohn seines Vaters und wurde am 21. Juli 1831 auf dem väterlichen Gut in Busow geboren. Er war Rechtsritter des Johanniter-Ordens. Schon in jungen Jahren (1853) erbte er die väterlichen Güter Ducherow, Mollwitz und Busow, die er bis zu seinem Tode bewirtschaftete. Daneben interessierte er sich auch für politische Fragen, die er in seinen letzten Lebensjahren von 1904 bis 1906 auch aktiv mitgestalten konnte. Er wurde 1904 als Vertreter seiner Familie in das Preußische Herrenhaus entsandt, wo die Familie seit dem 12. Oktober 1855 das Präsentationsrecht zum Preußischen Herrenhaus besaß.
Bernhard von Schwerin war seit dem 23. Januar 1861 mit Wally von Katte (1842–1931) verheiratet. Der Ehe entsprossen zwei Söhne, von denen der ältere, Ulrich, die väterlichen Güter erbte, während der jüngere, Friedrich, in den preußischen Hofdienst trat und dort Kammerherr und Hofmarschall wurde. Bernhard von Schwerin starb am 18. Februar 1906 auf seinem Gut Ducherow.